# Фер, Эрнст
Эрнст Фер (нем. Ernst Fehr; род. 21 июня 1956, Хард, Форарльберг) — австрийско-швейцарский поведенческий экономист и нейроэкономист, профессор микроэкономики и экспериментальных экономических исследований. Учился в Венском университете. Преподавал в Венском техническом (1982—1994) и Цюрихском (с 1994) университетах, где в настоящее время является заместителем председателя экономического факультета. Его исследования охватывают области эволюции человеческого сотрудничества и социальности, в частности справедливости, взаимности и ограниченной рациональности.
Он также хорошо известен своим важным вкладом в новую область нейроэкономики, а также в поведенческую экономику, поведенческие финансы и экспериментальную экономику. Согласно IDEAS / REPEC, он является вторым по значимости немецкоязычным экономистом и занимает 86-е место в мире.
В 2009 году Эрнст Фер был упомянут в качестве потенциального получателя Нобелевской премии в области экономических наук.
В 2010 году он вместе со своим братом Герхардом Фером основал FehrAdvice & Partners, ставшую первой глобальной консалтинговой фирмой, полностью посвященной поведенческой экономике.
В 2016 году Фер был признан самым влиятельным экономистом в Германии, Австрии и Швейцарии.

## Научная биография
Эрнст Фер родился 21 июня 1956 года в небольшом ярморочном поселке под названием Хард, который располагается на территории федеральной земли Форарльберг. С 1962 по 1970 обучался в школе в Хёрбранце (Форарльберг, Австрия), после поступил в бизнес-колледж в Брегенце неподалёку, который окончил в 1975 году. В 1975—1980 годах учился в Венском университете, где по окончании получил степень магистра в области экономики. В том же году поступил в докторантуру Венского университета. Параллельно с освоением этой программы был стажером-исследователем Института государственных финансов и экономической политики и получал последипломное образование в области экономики в Институте перспективных исследований там же, в Вене. В 1982 году стал доцентом кафедры экономики и экономической политики Технического университета в Вене и преподавал там вплоть до 1994 года. В 1988—1989 гг. являлся научным сотрудником Лондонской школы экономики и политических наук, а в 1991 году получил ученую степень доктора наук.
В 1993 году, ещё будучи доцентом Технического университета, занял должность директора Института исследований экономического роста Людвига Больцмана в Вене, откуда ушёл только в 2006 году. В 1994 году начал свою работу на кафедре микроэкономики и экспериментальных экономических исследований факультета экономики и компьютерных наук уже Цюрихского университета, где трудится и по сей день.
В 1995—2003 годах был основным членом исследовательской инициативы Фонда Макартура в Чикаго по теме «Эволюция предпочтений и социальных норм». В 1999 году был награждён премией Госсена Немецкой экономической ассоциации как экономист в возрасте до 45 лет, добившийся международного признания и репутации. Эта награда стала первой в его карьере. В том же году Фер стал директором Института эмпирических исследований экономики Цюрихского университета. Этот пост он занимал вплоть до 2010 года. В период между 2002 и 2011 годами преподавал в институте Санта-Фе в США, был аффилированным членом факультета экономики Массачусетского технологического института, а также сотрудником института перспективных исследований в Цюрихе Collegium Helveticum. В 2010—2015 годах был председателем экономического факультета Цюрихского университета, а в период с 2011 по август 2020 года занимал должность заслуженного профессора экономики Нью-Йоркского университета. С 2012 года Эрнст Фер является директором Международного центра экономики общества UBS при Цюрихском университете.
За период своей научной карьеры Фер получил большое количество приглашений и в другие университеты по всему миру. В этот список входят Боннский университет, университет Мангейма, Европейский университетский институт во Флоренции, Калифорнийский университет в Беркли, Кембриджский и Оксфордский университеты и другие.
Эрнст Фер является бывшим президентом Ассоциации экономических наук и Европейской экономической ассоциации, почетным членом Американской академии искусств и наук, а также научным сотрудником Американской академии политических и социальных наук. Его исследования сосредоточены на ближайших моделях и эволюционном происхождении человеческого альтруизма, а также на взаимодействии между социальными предпочтениями, социальными нормами и стратегическими взаимодействиями. Он провел обширное исследование влияния социальных предпочтений на конкуренцию, сотрудничество и психологические основы стимулов, работал над ролью ограниченной рациональности в стратегических взаимодействиях и над нейробиологическими основами социального и экономического поведения. Работа Фера характеризуется сочетанием инструментов теории игр с экспериментальными методами и использованием идей из экономики, социальной психологии, социологии, биологии и нейробиологии для лучшего понимания человеческого социального поведения.

## Основные произведения
- «Заработная плата и спрос на труд: заметки» (Wages and Labour Demand: A Note, 1991);
- «Социальные нормы как социальный обмен» (Social Norms as a Social Exchange, 1997, в соавторстве с С. Гехтером);
- «Справедливость на рынке труда» (Fairness in the Labour Market, 2002, в соавторстве с С. Гехтером).

Последнюю указанную работу, которую Эрнст Фер выполнил совместно с С. Гехтером, он начинает с аннотации:
«Значительное количество людей проявляют социальные предпочтения, что означает, что они не только мотивированы материальным личным интересом, но также положительно или отрицательно заботятся о материальных выгодах соответствующих референтных агентов. Мы эмпирически показываем, что экономисты могут не понимать фундаментальные экономические вопросы, если они игнорируют социальные предпочтения, в частности, что без учета социальных предпочтений невозможно адекватно понять (i) влияние конкуренции на рыночные результаты, (ii) законы регулирующие сотрудничество и коллективные действия, (iii) эффекты и факторы, определяющие материальные стимулы, (iv) оптимальные контракты и договоренности о правах собственности, и (v) важные силы, формирующие социальные нормы и рыночные сбои».
Он предполагает, что мы можем назвать экономику «мрачной наукой», потому что она постоянно предполагает худшие из человеческих мотивов, что резко контрастирует с широко распространенной идеей о неоднородности вкусов потребителей. Он атакует эту идею по двум направлениям. Во-первых, потому, что большое количество свидетельств противоречит гипотезе эгоизма; во-вторых, потому что игнорирование поведения, касающегося других, игнорирует деятельность центрального рынка.

## Награды
В 2017 году был награждён медалью Оскара Моргенштерна. Общество содействия развитию экономики Венского университета дважды в год награждает этой медалью за выдающиеся достижения в области экономики.
В 2013 году стал лауреатом премии Готлиба Дутвейлера. Эта награда присуждается людям, которые внесли «выдающийся вклад в благосостояние общества в целом, а также в культурную, социальную или экономическую среду, в которой каждый может реализовать свой потенциал и сыграть независимую роль в его развитии».
В 2008 году награждён премией Марселя Бенуа. Эта премия является старейшей научной наградой в Швейцарии и представляет собой высшее признание Швейцарской Конфедерации за выдающиеся достижения в области естественных и гуманитарных наук.
В 2004 году Эрнсту Феру присудили премию Когито за углубление понимания происхождения и экономических последствий человеческого альтруизма.
В 2000 году стал обладателем медали Хикса-Тинбергена за выдающуюся статью «Gift Exchange and Reciprocity in Competitive Experimental Markets», European Economic Review 42 (1998), 1-34 (совместно с Г. Кирхштайгером и А. Ридлем).
В 1999 г. Эрнсту Феру была присуждена премия Госсена Немецкой экономической ассоциации. Премия Госсена ежегодно присуждается экономисту в возрасте до 45 лет, добившемуся международного признания и репутации.

## Почётные степени
- 2020 г. — Почетный доктор экономики Амстердамского свободного университета (Нидерланды).
- 2017 г. — Почетный доктор экономики Университета Антверпена (Бельгия).
- 2016 г. — Почетный доктор экономики Университета Карла Франценса в Граце (Австрия).
- 2009 г. — Почетный доктор экономики Университета Лугано.
- 2009 г. — Почетный доктор экономики Лозаннского университета.
- 2008 г. — Почетный доктор экономики Мюнхенского университета (Германия).
- 2004 г. — Почетный доктор экономики Санкт-Галленского университета.

## Семья
Эрнст Фер женился в 1986 году. У него двое детей.

## Публикации
Эрнст Фер имеет множество публикаций в ведущих международных журналах, включая Science, Nature, Neuron, Quarterly Journal of Economics, American Economic Review, Econometrica, Journal of Political Economics и Psychological Science. Также он имеет авторство и в ряде книг.

### Публикации в книгах
- «Neuroeconomics: Decision Making and the Brain», Эльзевир, Северная Голландия, 2014 г. (совместно с П. Глимчером).
- «Handbook of Neuroeconomics», Эльзевир, Северная Голландия, 2008 г. (под редакцией П. Глимчера, К. Камерера и Р. Полдрака).
- «Moral Sentiments and Material Interests», MIT Press, Кембридж, Массачусетс, 2005 г. (с Робертом Бойдом, Сэмюалом Боулзом и Гербертом Гинтисом).
- «Foundations of Human Sociality — Economic Experiments and Ethnographic Evidence from Fifteen Small ScaleSocieties», Oxford University Press, 2004 г. (совместно с Джо Хенрихом, Робертом Бойдом, Сэмюэлем Боулзом, Колином Камерером и Гербертом Гинтисом).
- «Economic Theory of Self-Management and Profit-Sharing», Campus Verlag, Франкфурт — Нью-Йорк, 1988 г., 250 страниц (на немецком языке).

### Публикации в журналах
(WS = количество цитирований в Web of Science; GS = количество цитирований в Google Scholar, по состоянию на октябрь 2020 г.)

#### Избранные публикации по основным экономическим темам
- A Theory of Fairness, Competition and Cooperation, Quarterly Journal of Economics 114 (1999), 817—868. (with K. Schmidt) (WS 4’426; GS 12’464)
- Altruistic Punishment in Humans, Nature 415, 10 January 2002, 137—140. (with S. Gächter) (WS 2’927; GS 5’795)
- Cooperation and Punishment in Public Goods Experiments, American Economic Review 90 (2000), 980—994 (with S. Gächter) (WS 1’746; GS 4’919)
- The Nature of Human Altruism, Nature 425, 23 October 2003, 785—791 (with Urs Fischbacher) (WS 1’624; GS 3’840)
- Fairness and Retaliation — The Economics of Reciprocity, Journal of Economic Perspectives 14 (2000), 159—181. (with S. Gächter) (WS 1’264, GS 4’196)
- In Search of Homo Economicus — Behavioral Experiments in 15 Small Scale Societies. American Economic Review91 (2001), 73-78. (with J. Henrich, R. Boyd, S. Bowles, H. Gintis, C. Camerer and R. McElreath) (WS 1’087, GS 2’955)
- Are people conditionally cooperative? Evidence from a public goods experiment, Economic Letters, Volume 71, Issue 3, June 2001, Pages 397—404. (with U. Fischbacher and S. Gächter) (WS 1’067, GS 2’913)
- Third party punishment and social norms, Evolution and Human Behavior 25 (2004) 63-87 (with Urs Fischbacher) (WS 883; GS 2’097)
- «Economic Man» in Cross-Cultural Perspective — Behavioral Experiments in 15 Small-Scale Societies, Behavioral and Brain Sciences 28 (2005), 795—855 (with J. Henrich, R. Boyd, S. Bowles, C. Camerer, H. Gintis, R. McElreath, M. Alvard, A. Barr, J. Ensminger, N. Smith, K. Hill, F. Gil- White, M. Gurven, F. Marlowe, J. Patton and D. Tracer) (WS 771; GS 2’009)
- Egalitarianism in Young Children, Nature 454 (2008), 1079—1083 (with H. Bernhard and B. Rocken- bach) (WS 634; GS 1’353)
- Social Norms and Human Cooperation, Trends in Cognitive Sciences 8 (2004), 185—190. (with Urs Fischbacher) (WS 627; GS 1’516)
- Does Fairness prevent Market Clearing? — An Experimental Investigation; Quarterly Journal of Eco- nomics, Vol. 108, No. 2, 1993, 437—460. (with G. Kirchsteiger und A. Riedl) (WS 591; GS 1’877)
- Strong Reciprocity, Human Cooperation and the Enforcement of Social Norms. Human Nature 13 (2002), 1 — 25. (with U. Fischbacher and S. Gächter) (WS 559; GS 1’402)
- Explaining altruistic behavior in humans, Evolution and Human Behavior 24 (2003) 153—172 (with Herbert Gintis, Samuel Bowles, Robert Boyd) (WS 490; GS 1’377)
- Psychological Foundations of Incentives — Schumpeter Lecture at the European Economic Associa- tion Meeting 2001, European Economic Review 46 (2002), 687—724. (with A. Falk) (WS 475; GS 1’706)
- Reciprocity as a Contract Enforcement Device, Econometrica 65 (1997), 833—860. (with S. Gächter and G. Kirchsteiger) (WS 467; GS 1’485)
- Detrimental Effects of Sanctions on Human Altruism, Nature 422, 13 March 2003, 137—140. (with B. Rockenbach) (WS 403; GS 940)
- On the psychology of poverty, Science 344(6186), 862—867 (2014) (with J. Haushofer) (WS 354; GS 1’013)
- When does «Economic Man» dominate Social Behavior? Science 311 (2006), 47-52 (with C. Camerer) (WS 346; GS 853)
- Parochial Altruism in Humans, Nature 442 (2006), 912—915 (with H. Bernhard and U. Fischbacher) (WS 335; GS 891)
- On the Nature of Fair Behavior. Economic Enquiry 41 (2003), 20 — 26 (with A. Falk and U. Fischbacher) (WS 316; GS 929)
- Testing Theories of Fairness — Intentions Matter, Games and Economic Behavior 62 (2008), 287—303. (with A. Falk and U. Fischbacher) (WS 270; GS 883)
- Driving Forces Behind Informal Sanctions, Econometrica 73 (2005), 2017—2030 (with A. Falk and U. Fischbacher) (WS 222; GS 529)
- Wage Rigidity in a Competitive Incomplete Contract Market, Journal of Political Economy 107 (1999), 106—134. (with A. Falk) (WS 205, GS 703)
- Fairness and Contract Design, Econometrica 75 (2007), 121—154 (with K. Schmidt and A. Klein) (WS 201; GS 563)
- Business culture and dishonesty in the banking industry, Nature 2014, 516, 86-89, advanced online publication doi:10.1038/nature13977 (with A. Cohn and M. Maréchal) (WS 200; GS 530)
- Relational Contracts and the Nature of Market Interactions, Econometrica 72 (2004), 747—780. (with M. Brown and A. Falk) (WS 190; GS 649)
- Do Workers work more if Wages are high? — Evidence from a Randomized Field Experiment, American Economic Review 97 (2007), 298—317 (with L. Goette) (WS 180; GS 664)
- The Coevolution of Cultural Groups and Ingroup Favoritism, Science 321 (2009), 1844—1849 (with C. Efferson and R. Lalive) (WS 152; GS 421)
- Does Money Illusion Matter? American Economic Review 91 (2001), 1239—1262. (with J. R. Tyran) (WS 130, GS 453)
- A Simple Mechanism for the Efficient Provision of Public Goods — Experimental Evidence, American Economic Review 90 (2000), 247—264. (with J. Falkinger, S. Gächter und R. Winter-Ebmer) (WS 115, GS 370)
- Evidence for Countercyclical Risk Aversion: An Experiment with Financial Professionals, American Economic Review, 2015, 105(2), 860—885 (with A. Cohn, J. Engelmann, and M. Maréchal) (WS 96; GS 312)
- Fairness Perceptions and Reservation Wages: The Behavioral Effects of Minimum Wage Laws, Quarterly Journal of Economics 121 (2006), 1347—1381 (with A. Falk and C. Zehnder) (WS 81, GS 319)
- The Lure of Authority: Motivation and Incentive Effects of Power, American Economic Review 103(4) (2013), 1325—1359. (with H. Herz and T. Wilkening) (WS 79; GS 270)
- Contracts as Reference Points — Experimental Evidence, American Economic Review 101(2) (2011), 493—525. (with O. Hart and C. Zehnder) (WS 78; GS 263)
- Limited Rationality and Strategic Interaction — The Impact of the Strategic Environment on Nominal Inertia, Econometrica 76 (2008), 353—394. (with J. R. Tyran) (WS 58; GS 167)
- Screening, Competition, and Job Design: Economic Origins of Good Jobs, American Economic Review 102(2) (2012), 834—864. (with B. Bartling and K.M. Schmidt) (WS 37; GS 131)
- The Intrinsic Value of Decision Rights, Econometrica, 2014, 82(6), 2005—2039 (with B. Bartling and H. Herz) (WS 45; GS 168)
- Female genital cutting is not a social coordination norm, Science 349 (2015), 1446—1447 (with C. Efferson, S. Vogt, A. Elhadi, and H. El Fadil Ahmed) (WS 22; GS 69)
- Changing cultural attitudes towards female genital cutting, Nature, (2016), doi:10.1038/nature20100 (with S. Vogt, N.A.M. Zaid, H. El Fadil Ahmed, and C. Efferson) (WS 17; GS 52)
- Can we see inside? Predicting strategic behavior given limited information, Evolution and Human Behavior 34 (2013), 258—264 (with S. Vogt and C. Efferson) (WS 12; GS 52)
- Time Discounting and Wealth Inequality, American Economic Review, 110(4) (2020) 1177—1205 (with T. Epper, H. Fehr-Duda, C. Thustrup Kreiner, D. Dreyer Lassen, S. Leth-Petersen, and G. Nytoft Rasmussen) (WS 1; GS 16)
- Behavioral Constraints on the Design of Subgame-Perfect Implementation Mechanisms, forthcoming in the American Economic Review (with M. Powell and T. Wilkening) (WS 0, GS 4)
- Time Will Tell: Recovering Preferences when Choices are Noisy, forthcoming in the Journal of Political Economy(with C. Alos-Ferrer and N. Netzer) (WS 0, GS 8)

#### Избранные публикации по нейроэкономике
- Oxytocin Increases Trust in Humans, Nature 435 (2005), 673—676 (with M. Kosfeld, M. Heinrichs, P. Zak and U. Fischbacher) (WS 2’032; GS 4’326)
- The Neural Basis of Altruistic Punishment, Science 305 (2004), 1254—1258 (with D. DeQuervain, U. Fischbacher, V. Treyer, M. Schellhammer, and A. Buck) (WS 886; GS 2’153)
- Oxytocin Shapes the Neural Circuitry of Trust and Trust Adaptation in Humans, Neuron 58(4) (2008), 639—650 (with T. Baumgartner, M. Heinrichs, A. Vonlanthen, U. Fischbacher) (WS 739; GS 1’429)
- Diminishing Reciprocal Fairness by Disrupting Right Prefrontal Cortex, Science 314 (2006), 829—832 (with D. Knoch. A. Pascual-Leone, K. Meyer, V. Treyer) (WS 598; GS 1’178)
- Social Neuroeconomics — The Neural Circuitry of Social Preferences, Trends in Cognitive Sciences 11 (2007), 419—427 (with C. Camerer) (WS 391; GS 793)
- Lateral prefrontal cortex and self-control in intertemporal choice, Nature Neuroscience 13(5), 2010, 538—539 (with B. Figner, D. Knoch, E.J. Johnson, A.R. Krosch, S.H. Lisanby, and E.U. Weber) (WS 388; GS 649)
- The Neural Signature of Social Norm Compliance, Neuron 56 (2007), 185—196 (with M. Spitzer, U. Fischbacher, B. Herrnberger und G. Groen) (WS 308; GS 558)
- The neurobiology of rewards and values in social decision making, Nature Reviews Neuroscience, Advanced online publication doi:10.1038/nrn3776, 2014 (with C.C. Ruff) (WS 276; GS 485)
- Prejudice and truth about the effect of testosterone on human bargaining behaviour, Nature 463(7279), 2010, 356—359 (with C. Eisenegger, M. Naef, R. Snozzi, and M. Heinrichs) (WS 232; GS 463)
- Dorsolateral and ventromedial prefrontal cortex orchestrate normative choice, Nature Neuroscience 14, 2011, 1468—1474 (with T. Baumgartner, D. Knoch, P. Hotz, and C. Eisenegger)
- (WS 163; GS 287)
- Studying the Neurobiology of Social Interaction with Transcranial Direct Current Stimulation—The Example of Punishing Unfairness, Cerebral Cortex 18 (2008) 1987—1990 (with D. Knoch,
- M. Nitsche, U. Fischbacher, C. Eisenegger und A. Pascual-Leone) (WS 150; GS 244)
- The Social Dimension of Stress Reactivity: Acute Stress Increases Prosocial Behavior in Humans, Psychological Science, 23(6), 2012, 651—660 (with B. von Dawans, U. Fischbacher, C. Kirschbaum, and M. Heinrichs) (WS 147; GS 326)
- Changing Social Norm Compliance with Noninvasive Brain Stimulation, Science 342 (2013), 482—484 (with C.C. Ruff and G. Ugazio) (WS 133; GS 216)
- Linking Brain Structure and Activation in Temporoparietal Junction to Explain the Neurobiology of Human Altruism, Neuron 75, July 2012, 73-79 (with Y. Morishima, D. Schunk, A. Bruhin, and C.C. Ruff) (WS 127 GS 224)
- The Neural Circuitry of a Broken Promise, Neuron 64(5), Dec 2009, 756—770 (with T. Baumgartner, U. Fischbacher, A. Feierabend, and K. Lutz) (WS 113; GS 216)
- The Neuroeconomics of Mind-Reading and Empathy, American Economic Review 95 (2005), 340—345 (with T. Singer) (WS 93; GS 333)
- Disrupting the prefrontal cortex diminishes the human ability to build a good reputation, Proceedings of the National Academy of Sciences 106 (49), 2009, 20895-99 (with D. Knoch, F. Schnei- der, D. Schunk, and M. Hohmann) (WS 86; GS 143)
- Neuroeconomic Foundations of Trust and Social Preferences, American Economic Review, 95 (2005), 346—351 (with U. Fischbacher and M. Kosfeld) (WS 85; GS 333)
- The brain’s functional network architecture reveals human motives, Science, 351(6277), 2016, 1074—1078 (with G. Hein, Y. Morishima, S. Leiberg, and S. Sul) (WS 58; GS 108)
- Computational and neurobiological foundations of leadership decisions, Science 361, 2018, 1-8 (with J. M. Edelson, R. Polania, C.C. Ruff, and T. Hare) (WS 14; GS 24)
- Surprise Beyond Prediction Error, Human Brain Mapping, 35, 2014, 4805-4814 (with J. Chumbley, C. Burke, K.E. Stephan, K. Friston, and P. Tobler) (WS 8; GS 9)
- A registered replication study on oxytocin and trust, Nature Human Behaviour, 2020, http://dx.doi.org/10.1038/s41562-020-0878-x (with C.H. Declerck, C. Boone, L. Pauwels, and B. Vogt) (WS 1, GS 5)

#### Другие публикации в области экономики и психологии

##### Опубликованные статьи 2015 — настоящее время
- The Uncertainty Triangle — Uncovering Heterogeneity in Attitudes Towards Uncertainty, Journal of Risk and Uncertainty, forthcoming (with D. Burghart and T. Epper)
- The evolution of distorted beliefs versus mistaken choices under asymmetric error costs, Evolu- tionary Human Sciences, forthcoming (with C. Efferson and R. McKay)
- Motivated misremembering of selfish decisions, Nature Communications 11, 2100, 2020 doi.org/10.1038/s41467-020-15602-4 (with R. Carlson, M.A. Maréchal, B. Oud, and M. Crockett)
- Revealed preferences in a sequential prisoners’ dilemma: A horse-race between six utility func- tions. Journal of Economic Behavior and Organization 173 doi.org/10.1016/j.jebo. 2020.02.018, 2020, 1-25(with T. Miettinen, M. Kosfeld, and J. Weibull)
- The promise and the peril of using social influence to reverse harmful traditions. Nature Human Behavior (2019) doi:10.1038/s41562-019-0768-2 (with C. Efferson and S. Vogt)
- On the psychology and economics of antisocial personality, PNAS, DOI: 10.1073/pnas.1820133116, 2019 (with J.B. Engelmann, B. Schmid, C.K.W. De Dreu, and J. Chumbley)
- Simple moral code supports cooperation, Nature, 555(7695):169-170 DOI:10.1038/d41586-018- 02621-x (with C. Efferson)
- The many faces of human sociality: Uncovering the distribution and stability of social preferences, Journal of the European Economic Association, DOI: 10.1093/jeea/jvy018, 2018 (with A. Bruhin and D. Schunk)
- Normative foundations of human cooperation, Nature Human Behaviour, 2, 2018, 458—468, (with I. Schurtenberger)
- The role of bounded rationality and imperfect information in subgame perfect implementation — and empirical investigation. Journal of the European Economic Association, 16(1), 2018, 232—274 doi.org/10.1093/jeea/jvx026 (with P. Aghion, R. Holden, and T. Wilkening)
- Redefine statistical significance, Nature Human Behaviour, 2, (2018), 6-10 (with D. Benjamin, J. Berger, et. al.)
- Do professional norms in the banking industry favor risk-taking? Review of Financial Studiesdoi:10.1093/rfs/hhx003, 2017 (with A. Cohn and M.A. Maréchal)
- The risk of female genital cutting in Europe: Comparing immigrant attitudes toward uncut girls with attitudes in a practicing country, SSM — Population Health, 2017, doi.org/10.1016/g.ssmph.2017.02.002 (with S. Vogt and C. Efferson)
- Game human nature, Nature 530, 2016, 413—415, (with H. Fehr-Duda)
- From the lab to the real world, Science, 350(6260), 2015, 512—513 (with G. Charness)
- Eye spots do not increase altruism in children, Evolution and Human Behavior, 36(3), 2015, 224—231 (with S. Vogt, C. Efferson, and J. Berger)
- Decentralized matching and social segregation, Games and Economic Behavior, 90, 2015, 17-43 (with Y. Chen, U. Fischbacher, and P. Morgan)
- How Do Informal Agreements and Revision Shape Contractual Reference Points? Journal of the European Economic Association, 13(1), 2015, 1-28 (with O. Hart and C. Zehnder)

##### Опубликованные статьи 2010—2015 гг.
- Benefits of Neuroeconomic Modeling: New Policy Interventions and Predictors of Preference, American Economic Review: Papers & Proceedings, 104(5), 2014, 501—506 (with I. Krajbich and B. Oud)
- Does Money Illusion Matter? Reply, American Economic Review 104(3), 2014, 1063—1071 (with J.R. Tyran)
- Social Comparison and Effort Provision: Evidence from a Field Experiment, Journal of the European Economic Association, 12(4) (2014), 877—898 (with A. Cohn, B. Herrmann, and F. Schneider)
- Fair Wages and Effort: Combining Evidence from a Choice Experiment and a Field Experiment, Management Science, 2014, 1-18 (with A. Cohn and L. Goette)
- Do High Stakes and Competition undermine Fair Behaviour? Evidence from Russia, Journal of Economic Behavior and Organization, 108, 2014, 354—363 (with U. Fischbacher and E. Tougareva)
- The development of egalitarianism, altruism, spite and parochialism in childhood and adolescence, European Economic Review 64, 2013, 369—383 (with D. Glätzle-Rützler and M. Sutter)
- Use and Abuse of Authority: A Behavioral Foundation of the Employment Relation, Journal of the European Economic Association, 11(4), 2013, 711—742 (with B. Bartling and K.M. Schmidt)
- Discretion, Productivity, and Work Satisfaction, Journal of Institutional and Theoretical Economics, 169(1), 2013, 4 — 22 (with B. Bartling and K.M. Schmidt)
- Competition and Relational Contracts: The Role of Unemployment as a Disciplinary Device, Journal of the European Economic Association, 10(4), 2012, 887—907 (with M. Brown and A. Falk)
- Foundations of Human Cooperation, in Genossenschaften im Fokus einer neuen Wirtschaftspolitik [Cooperatives in the focus of a new economic policy], J. Brazda, M. Dellinger, and D. Rössl (eds.), 2012
- Health effects on children’s willingness to compete, Experimental Economics 15(1), 2012, 58 — 70 (with B. Bartling and D. Schunk)
- Neuroeconomic Foundations of Economic Choices — Recent Advances, Journal of Economic Per- spectives 25(4), 2011, 3 — 30 (with A. Rangel)
- Big Experimenter is watching you! Anonymity and prosocial behavior in the laboratory, Games and Economic Behavior, Forthcoming (with F. Barmettler and C. Zehnder)
- Tastes, Castes, and Culture: The Influence of Society on Preferences, Economic Journal,
- 121 (November), 2011, F396-F412 Doi:10.1111/j.1468-0297.2011.02478x (with K. Hoff)
- Caste and Punishment: The Legacy of Caste Culture in Norm Enforcement, Economic Journal, 121 (November), 2011, F3449-F475 Doi:10.1111/j.1468-0297.2011.02476x (with K. Hoff and M. Kshetramade)
- A Field Study on Cooperativeness and Impatience in the Tragedy of the Commons, Journal of Public Economics, 95, 2011, 1144—1155 (with A. Leibbrandt)

##### Опубликованные статьи 2005—2009 гг.
- The Lure of Authority, Max Weber Lecture Series, European University Institute, San Domenico di Fiesoli, Italy, 2009
- Wrath of God: religious primes and punishment, Proceedings of the Royal Society B: Biological Sci- ences, advanced online publication doi:10.1098/rsbp.2010.2125 (with R. McKay, C. Efferson, and H. Whitehouse)
- Eyes are on us, but nobody cares: are eye cues relevant for strong reciprocity? Proceedings of the Royal Society B: Biological Sciences, 277 (1686): 1315—1323 (with F. Schneider)
- Fairness, errors and the power of competition, Journal of Economic Behavior & Organization 72 (1), 2009, 527—545 (with U. Fischbacher and C.M. Fong)
- Self-reinforcing Market Dominance, Games and Economic Behavior 67, 2009, 481—502 (with D. Halbheer, L. Goette, and A. Schmutzler)
- Altruism: economics perspective (with C. Zehnder), in The Oxford Companion to Emotion and the Affective Sciences, D. Sander and K. Scherer (eds.), 2009, 24-26
- Trust (with C. Zehnder), in The Oxford Companion to Emotion and the Affective Sciences, D. Sander and K. Scherer (Eds.), 2009, 392—393
- A Behavioral Approach to the Labor Market: The Role of Fairness Concerns, Annual Review of Economics 1 (2009), 355-84 (with C. Zehnder and L. Goette)
- Egalitarianism and Competitiveness, American Economic Review 99:2 (2009), 93 — 98 (with B. Bartling, M.A. Maréchal, and D. Schunk)
- Contracts, reference points, and competition — Behavioral effects of the fundamental transformation, Journal of the European Economic Association (2009), 7(2-3), 561—572 (with O. Hart and C. Zehnder)
- On the Economics and Biology of Trust, Journal of the European Economic Association (2009), 7(2- 3), 235—266
- On Reputation — A Microfoundation of Contract Efficiency and Wage Rigidity, Economic Journal 119 (March), 333—353, 2009 (with M. Brown and C. Zehnder)
- Spite and Development, American Economic Review 98:2 (2008), 494—499 (with K. Hoff and M. Kshetramade)
- Fairness and the Optimal Allocation of Ownership Rights, Economic Journal, 118 (2008), 1262—1284 (with S. Kremhelmer and K. Schmidt)
- Reciprocity in Experimental Markets. Handbook of Experimental Economic Results, Volume 1, Amsterdam, North Holland (with A. Falk)
- Intertemporal Choice under Habit Formation, Handbook of Experimental Economic Results, Volume 1, Amsterdam, North Holland (with P. Zych)
- Wage Differentials in Experimental Efficiency Wage Markets, Handbook of Experimental Economic Results, Volume 1, Amsterdam, North Holland (with S. Gächter)
- Reciprocity and Contract Enforcement. Handbook of Experimental Economic Results, Volume 1, Amsterdam, North Holland (with S. Gächter)
- Strong reciprocity and the roots of human morality, Social Justice Research 21(2), 241—253, 2008 (with H. Gintis, J. Henrich, and S. Bowles)
- Explaining altruistic behaviour in humans, in The Oxford Handbook of Evolutionary Psychology, R.I.M. Dunbar and L. Barrett, eds., Oxford University Press: Oxford, 2007, 605—619 (with H. Gintis, S. Bowles, and R. Boyd)
- Other-regarding preferences in a non-human primate: Common marmosets provision food altruistically, Proceedings of the National Academy of Sciences 104 (2007), 19762-19766. (with
- J. Burkart, C. Efferson, and C. van Schaik)
- Adding a Stick to a Carrot? The Interaction of Bonuses and Fines, American Economic Review 97 (2007), 177—181. (with K. M. Schmidt)
- Human Motivation and Social Cooperation, Annual Review of Sociology 33 (2007), 43-64. (with H. Gintis)
- Money Illusion and Coordination Failure, Games and Economic Behavior.58 (2007), 246—268 (with J. R. Tyran)
- Inequality Aversion, Efficiency, and Maximin Preferences in simple distribution experiments: Comment, American Economic Review 96(5), 2006, 1912—1917 (with M. Naef and K.M. Schmidt)
- Group Affiliation and Altruistic Norm Enforcement, American Economic Review, 96 (2006), 217—221 (with H. Bernhard and U. Fischbacher)
- The Economics of Fairness, Reciprocity and Altruism, Handbook of Altruism, Gift Giving and Rec procity, Amsterdam, North Holland (with K. Schmidt)
- Individual Irrationality and Aggregate Outcomes, Journal of Economic Perspectives 19 (2005), 43-66 (with J.R. Tyran)
- Human Altruism — Proximate Pattern and Evolutionary Origins, Analyse & Kritik 27 (2005), 6-47 (with U. Fischbacher)
- Altruists with Green Beards, Analyse & Kritik 27 (2005), 73-84 (with U. Fischbacher)
- Robustness and Real Consequences of Nominal Wage Rigidity, Journal of Monetary Economics 52
- (2005), 779—804 (with L. Götte)
- Human Altruism: Economic, Neural and Evolutionary Perspectives, Current Opinions in Neurobiology 14 (2004), 784—790 (with B. Rockenbach)
- Egalitarian Motive and Altruistic Punishment, Nature 433, E1-E2, January 2005. (with S. Gächter)

##### Опубликованные статьи 2001—2004 гг.
- Don’t lose your Reputation, Nature 432, 25 November 2004, 449—450
- The Hidden Costs and Rewards of Incentives — Trust and Trustworthiness among CEOs, Journal of the European Economic Association 2 (2004), 741—771. (with J. List)
- Fairness and Incentives in a Multi-task Principal-Agent Model, Scandinavian Journal of Economics 106 (2004), 453—474. (with K.M. Schmidt)
- Loss Aversion and Labour Supply, Journal of the European Economic Association 2-3 (2004), 216—228. (with L. Goette and D. Huffman)
- Is Strong Reciprocity a Maladaptation — On the Evolutionary Foundations of Human Altruism. in: P. Hammerstein (Ed.), The Genetic and Cultural Evolution of Cooperation. MIT Press, Cam- bridge, Mass. 2003. (with J. Henrich)
- Measuring Social Norms and Preferences Using Experimental Games: A Guide for Social Scientists. in: J. Henrich, R. Boyd, S. Bowles, C. Camerer, E. Fehr, H. Gintis, R. McElreath (Eds.): Foundations of Human Sociality, Oxford University Press, Oxford 2004. (with C. Camerer)
- The Puzzle of Human Cooperation, Nature 421, 27 February 2003, 912. (with S. Gächter)
- What Causes Nominal Inertia — Insights from Experimental Economics. In: Juan Carillo and Isabelle Brocas (Eds.), Collected Essays in Psychology and Economics, Oxford University Press 2003. (with J.R. Tyran)
- Theories of Fairness and Reciprocity — Evidence and Economic Applications. Invited Lecture at the 8th World Congress of the Econometric Society. In: M. Dewatripont, L. Hansen and St. Turnovsky (Eds.), Advances in Economics and Econometrics — 8th World Congress, Econometric Society Monographs, Cambridge, Cambridge University Press 2003. (with K. Schmidt)
- A Nation-Wide Laboratory — Examining Trust and Trustworthiness by Integrating Experiments in Representative Surveys, Schmollers Jahrbuch 122 (2002), 519—542. (with U. Fischbacher, B.v. Rosenbladt, J. Schupp and G. Wagner)
- Reasons for Conflicts — Lessons from Bargaining Experiments. Journal of Institutional and Theoretical Economics159 (2003), 171—187 (with A. Falk and U. Fischbacher)
- Why Labour Market Experiments. Labour Economics 10 (2003), 399—406 (with A. Falk)
- Why Social Preferences Matter — The Impact of Non-selfish Motives on Competition, Cooperation and Incentives. Frank Hahn Lecture at the annual meeting of the Royal Economic Society 2001. Economic Journal 112 (2002), C1 — C33. (with U. Fischbacher)
- The Economics of Impatience, Nature 415, 17 January 2002, 269—270
- Appropriating the Commons — A Theoretical Explanation. in: E. Ostrom, Th. Dietz, N. Dolšak, P. Stern, S. Stonich, E. Weber (Eds.), The Drama of the Commons. National Academy Press, Feb- ruary 2002. (with A. Falk and U. Fischbacher)

##### Опубликованные статьи 1996—2000 гг.
- Fairness, Incentives and Contractual Choices, European Economic Review 44 (2000), 1057—1068. (with K.M. Schmidt)
- Collective Action as a Social Exchange, Journal of Economic Behavior and Organization 39 (1999), 341—369. (with S. Gächter)
- Gift Exchange and Reciprocity in Competitive Experimental Markets, European Economic Review 42 (1998), 1-34 (with G. Kirchsteiger und A. Riedl)
- When Social Norms Overpower Competition — Gift Exchange in Labor Markets, Journal of Labor Economics 16 (1998), 324—351 (with E. Kirchler, A. Weichbold, S. Gächter)
- How Effective are Trust- and Reciprocity-Based Incentives?, in: A. Ben-Ner and L. Putterman (eds.): Economics, Values and Organizations, Cambridge University Press, Cambridge, England 1998. (with S. Gächter)
- Do Addicts Behave Rationally, Scandinavian Journal of Economics, Vol. 100, 1998, 643—662. (with P. K. Zych)
- Reciprocity and Economics — The Economic Implications of Homo Reciprocans, European Economic Review 42 (1998), 845—859. (with S. Gächter)
- Social Norms as a Social Exchange, Swiss Journal of Economics and Statistics 133 (1997), 275—292. (with S. Gächter)
- Institutions and Reciprocal Fairness, Nordic Journal of Political Economy, Vol. 23, No.2, 1996, 133—144. (with J. R. Tyran)
- Involuntary Unemployment and Noncompensating Wage Differentials in an Experimental Effi- ciency Wage Market, Economic Journal, Vol. 106, No. 434, 1996, 106—121. (with G. Kirchstei- ger und A. Riedl)
- Social Exchange in the Labor Market, Journal of Economic Psychology, Vol. 17, 1996, 313—341. (with E. Kirchler and R. Evans)
- Does Social Exchange Increase Voluntary Cooperation?, Kyklos, Vol. 49, No. 4, 1996, 541—554. (with S. Gächter)
- How Do Institutions and Fairness Interact?, Central European Journal of Operations Research, Vol. 4, 1996, No. 1, 69-84. (with J. R. Tyran)
- Reciprocal Fairness and Noncompensating Wage Differentials, Journal of Institutional and Theoret- ical Economics, Vol. 152, 1996, 608—640. (with S. Gächter und G. Kirchsteiger)
- Labour-Management, in: E. Dülfer (ed.): International Handbook of Co-operative Organizations. Vandenhoeck & Ruprecht, Göttingen 1996

##### Опубликованные статьи 1991—1995 гг.
- Die Macht der Versuchung: Irrationaler Ueberkonsum in einem Sucht Experiment, Zeitschrift für Wirtschaftsund Sozialwissenschaften, Vo. 115, No. 4, 1995, 569—604. (with P. K. Zych)
- Insider Power, Wage Discrimination, and Fairness, Economic Journal, Vol. 104, No. 424, 1994, 571—583. (with G. Kirchsteiger)
- Wage Bargaining and Shock Sensitivity of a Small Open Economy, Journal of Economics, Vol. 59, No. 3, 1994, 259—286. (with F. X. Hof)
- The Simple Analytics of a Membership Market in a Labour-Managed Economy. In: S. Bowles, H. Gintis and B. Gustafson (eds.): Democracy and Markets — Participation, Accountability and Efficiency, Cambridge University Press, Cambridge 1993
- The Labour-Capital Partnership: Reconciling Workers' Rights with Efficiency. In: T. Atkinson (ed.): The Economics of Partnership — A Third Way? Essays in Honour of James Meade, Macmillan, London 1993
- Two Forms of Workers' Enterprises Facing Imperfect Labour Markets. Economic Letters, Vol. 41, 1993, 121—127. (with M. Sertel)
- Fiscal Incentives in a Model of Equilibrium Unemployment: Reply. Journal of Institutional and Theoretical Economics, Vol. 148, No. 2, 1992, 353—354
- Wages and Labour Demand: A Note. Journal of Institutional and Theoretical Economics, Vol. 147, No. 3, 1991, 539—546

##### Опубликованные статьи 1984—1990 гг.
- Cooperation, Harassment and Involuntary Unemployment? American Economic Review, Vol. 80, No. 3, 1990, 624—630 and Vol. 81, No. 1, 1991, 384
- Fiscal and Monetary Policies in a Bargaining Economy. Economic Notes, No. 2, 1990, 178—202 Fiscal Incentives in a Model of Equilibrium Unemployment. Journal of Institutional and Theoretical Economics, Vol. 146, No. 4, 1990, 617—639
- Union Power and (Un)employment. Labour — Review of Labour Economics and Industrial Relations, Vol. 4, No. 2, 1990, 77-104
- Full-Employment through Profit-Sharing? — Critical Remarks on Weitzman’s Proposal. Jahrbücher für Nationalökonomie und Statistik, Band 206, Heft 3, 1989, 225—242
- A Theory of Short- and Long-Run Equilibrium Unemployment. Journal of Economics, Vol. 50, No. 3, 1989, 201—222
- Are Efficiency Wages too high for Full-Employment? — A comment. Jahrbücher für Nationalökonomie und Statistik, Vol. 205, No. 1, 1988, 65-72
- Power, Efficiency, and Profitability. Economic Analysis and Workers' Management, Vol. 21, No.1, 1987, 1-26. (with H. Duda)
- A Theory of Involuntary Equilibrium Unemployment. Journal of Institutional and Theoretical Economics, Vol. 142, No. 2, 1986, 405—430
- Workers' Management and Capitalism in a Nutshell. Economic Analysis and Workers' Management, Vol. 18, No. 4, 1984, 319—331

#### Другие публикации в области нейроэкономики
- Dopaminergic D1 receptor stimulation affects effort and risk preferences, Biological Psychiatry, 87, 2020, 678—685, DOI 10.1016/j.biopsychi.2019.09.002 (with A. Soutschek, G. Gvozdanovic, R. Kozak, S. Duvvuri, N. de Martinis, B. Harel, D. Gray, A. Jetter, and P. Tobler)
- Activation of D1 receptors affects human reactivity and flexibility to valued cues. Neuropsycho- pharmacology, 45(5), 2020, 780—785 (with A. Soutschek, R. Kozak, N. DeMartinis, W. Howe, C. Burke, A. Jetter, and P. Tobler)
- The neural circuitry of affect-induced distortions of trust. Science Advances, 5 (3), 2019, 10.1126/sciadv.aau3413 (with J.B. Engelmann, F. Meyer, and C.C. Ruff)
- Dopamine receptor-specific contributions to the computation of value, Neuropsychopharmacology 43(6), 1415—1424 (with C. Burke, A. Soutschek, S. Weber, A. Beherelle, H. Haker, and P. Tobler)
- A neural link between generosity and happiness, Nature Communications (2017), doi:10.1038/ncomms15964 (with S.Q. Park, T. Kahnt, A. Dogan, S. Strang, and P. Tobler)
- Combining Multiple Hypothesis Testing with Machine Learning Increases the Statistical Power of Genomwide Association Studies, Scientific Reports (2016) 6:36671, 2016, doi:10.1038/srep36671, (with B. Mieth, M. Kloft, J.A. Rodrigues, S. Sonnenburg, R. Vobruba, C. Mrocillo-Suarez, X. Farre, U. Marigorta, T. Dickhaus, G. Blanchard, D. Schunk, A. Navarro, and K.R. Mueller)
- The slippery slope of dishonesty, Nature Neuroscience 19(12) (2016) 1543—1544, with J.B. Engel- mann
- Neuroeconomics. in: A. Roth and J. Kagel (Eds.), Handbook of Experimental Economics. Princeton University Press, Princeton, 2016. (with C. Camerer, J. Cohen, P. Glimcher, and D. Laibson)
- Assessing statistical significance in multivariable genome wide association analysis, Bioinformatics, advanced online access (2016) (with L. Buzdugan, M. Kalisch, A. Navarro, D. Schunk, and P. Bühlmann)
- Irrational time allocation in decision-making, Proceedings of the Royal Society B: Biological Sciences, 277 (2016), doi 10.1098/rspb.2015.1439 (with B. Oud, I. Krajbich, K. Miller, J.H. Cheong, and M. Botvinick)
- Rethinking fast and slow based on a critique of reaction-time reverse inference, Nature Communications 6:7455, 2015 (with I. Krajbich, B. Bartling, and T. Hare)
- A Common Mechanism Underlying Food Choice and Social Decisions, PLOS Computational Biology (2015), doi 10.1371/journal.pcbi.1004371 (with I. Krajbich, T. Hare, B. Bartling, and Y. Morishima)
- Spatial gradient in value representation along the medial prefrontal cortex reflects individual differences in prosociality, PNAS (2014), doi10.1073/pnas.1423895112 (with S. Sul, P. Tobler, G. Hein, S. Leiberg, D. Jung, and H. Kim)
- Anticipatory anxiety disrupts neural valuation during risky choice, Journal of Neuroscience 35(7), 3085-3099 (with J. Engelmann, F. Meyer, and C. Ruff)
- The Value of Vengeance and the Demand for Deterrence, Journal of Experimental Psychology: General 143(6) (2014), 2279-86 (with M. Crockett and Y. Özdemir)
- Endogenous Cortisol Predicts Decreased Loss Aversion in Young Men, Psychological Science 143(6) (2014), 2102-05 (with J.R. Chumbley, I. Krajbich, J.B. Engelmann, E. Russell, S. Van Uum, and G. Koren)
- Fatal Attraction: Ventral striatum predicuts costly choice errors in humans, Neuroimage 89, 1-9 (2014) (with J. Chumbley and P. Tobler)
- Does General Motivation Energize Financial Reward-Seekting Behavior? Evidence from an Effort Task, PLOS ONE 9(9) (2014), DOI: 10.1371/journal.pone.0101936 (with J. Chumbley)
- Inferring on the Intentions of Others by Hierarchical Bayesian Learning, PLOS Computational Biology 10(9), (2014) DOI: 10.1371/journal.pcbi.1003810 (with A. Diaconescu, C. Mathys, L. Weber, J. Daunizeau, L. Kaspar, E. Lomakina, and K.E. Stephan)
- Stress and Reward: Long term cortisol exposure predicts the strength of sexual preference, Physiology & Behavior 131 (2014), 33-40 (with J. Chumbley, O. Hulme, H. Köchli; E. Russell, s. Van Uum, and D. Pizzagalli)
- No Effects of Psychosocial Stress on Intertemporal Choice, PLOS ONE, 8(11) (2013), e78597 (with J. Haushofer, S. Cornelisse, M. Seinstra, M. Joëls, and T. Kalenscher)
- DAT1 Polymorphism Determines L-DOPA Effects on Learning about Others’ Prosociality, PLOS ONE 8(7) (2013), e67820 (with C. Eisenegger, A. Pedroni, J. Rieskamp, C. Zehnder, R. Ebstein, and D. Knoch)
- Social Preferences and the Brain, in Neuroeconomics: Decision Making and the Brain, second edition Glimcher, P. and Fehr, E., (eds.) Elsevier, North Holland, 2014, 193—218 (with I. Krajbich)
- Social Brains on drugs: tools for neuromodulation in social neuroscience, Social Cognitive and Affective Neuroscience, 9(2) (2014), 250—254 (with M. Crockett)
- Pharmacokinetics of Testosterone and Estradiol Gel Preparations in Healthy Young Men, Psychoneuroendocrinology 38 (2013), 171—178 (with C. Eisenegger, A. von Eckardstein, and S. von Eckardstein)
- New Evidence on testosterone and cooperation: Reply, Nature, 485, 2012, E5-E6, http://dx.doi.org/10.1038/nature11136 (with C. Eisenegger, M. Naef, R. Snozzi, and M. Hein- richs)
- Learning and Generalization under Ambiguity: An fMRI Study, PLoS Computational Biology 8(1), 2012, 1-11 (with J.R. Chumbley, G. Flandin, D.R. Bach, J. Daunizeau, R.J. Dolan, and K.J. Fris- ton)
- The Mentalizing Network Orchestrates the Impact of Parochial Altruism on Social Norm Enforcement, Human Brain Mapping, 33(6), 2012, 1452—1469 (with T. Baumgartner, L. Götte, and R. Gügler)
- The role of testosterone in social interaction, Trends in Cognitive Sciences 15(6), 2011, 263—271 (with C. Eisenegger and J. Haushofer)
- Dopamine Receptor D4 Polymorphism Predicts the Effect of LDOPA on Gambling Behavior, Biological Psychiatry67(8), 2010, 702—706 (with C. Eisenegger, D. Knoch, R. Ebstein, L.R.R. Gianotti, and P. Sándor)
- A Neural Marker of Costly Punishment Behavior, Psychological Science 21(3), 2010, 337—342 (with D. Knoch, L.R.R.Gianotti, and T. Baumgartner)
- Tonic activity level in the right prefrontal cortex predicts individuals' risk taking, Psychological Science 20(1), 33 — 38, 2009 (with L.R.R. Gianotti and D. Knoch)
- You shouldn’t have: Your brain on others' crimes, Neuron 60(5) 738—740, 2008 (with J. Haushofer)
- Time-course of «offline» prefrontal rTMS effects — a PET study, Neuroimage 42:1 (2008), 379—384 (with C. Eisenegger, D. Knoch, and V. Treyer)
- Social Preferences and the Brain, in Neuroeconomics: Decision Making and the Brain, Glimcher, P., Camerer, C., Fehr, E., and Poldrack, R., (eds.) Academic Press, Amsterdam, 2008
- The effect of neuropeptides on human trust and altruism: A neuroeconomic perspective, in Hormones and Social Behavior, D. Pfaff, C. Kordon, P. Chanson, and Y. Christen, (eds.), 2008, 47-56
- Resisting the Power of Temptations: The Right Prefrontal Cortex and Self-Control, Annals of the New York Academy of Sciences 1104 (2007), 123—134. (with D. Knoch)